# Rosamunde Pilcher
Rosamunde Scott Pilcher, OBE, nascida Rosamunde Scott (Lelant, Cornualha, 22 de setembro de 1924 – Dundee, 6 de fevereiro de 2019), foi uma escritora britânica. Seu mais famoso livro foi Os Catadores de Conchas, publicado em 1988 aos 64 anos de idade.
Pilcher editou seu primeiro livro, Half-way to the Moon, em 1949, usando o pseudônimo Jane Fraser e só após dez títulos optou pelo uso do seu nome. A Secret to Tell, publicado em 1955, foi o primeiro dos vinte e três romances que escreveu já sob o nome de Rosamunde Pilcher. Apesar de a sua carreira de escritora ter cessado em 2000, continuou prestigiada por suas obras, incluindo A Casa Vazia e Setembro, até seu falecimento em 6 de fevereiro de 2019, aos 94 anos de idade.

## Obras

### Sob o pseudônimo de Jane Fraser
- Half-way to the Moon (1949)
- The Brown Fields (1951)
- Dangerous Intruder (1951)
- Young Bar (1952)
- A Day Like Spring (1968
- Dear Tom (1954)
- Bridge of Corvie (1956)
- A Family Affair (1958)
- A Long Way From Home (1963)
- The Keeper’s House (1963)

### Em nome próprio
- A Secret to Tell (1955)
- April (1957)
- My Own (1965)
- Sleeping Tiger (O Tigre Adormecido, 1967)
- Another View (O Outro Lado do Amor, 1969)
- The End of The Summer (Fim de Verão, 1971)
- Snow in April (Um Encontro Inesperado,  (1972)
- The Empty House (A Casa Vazia, 1973)
- The Day of Storm (O Dia da Tempestade, 1975)
- Under Gemini (Sob o Signo de Gêmeos, 1976)
- Wild Mountain Thyme (Montanhas Silvestres, 1978)
- The Carousel (O Carrossel, 1982)
- Voices in Summer (Vozes de Verão, 1984)
- The Blue Bedroom and Other Stories (O Quarto Azul e outros contos, 1985)
- The Shell Seekers (Brasil: Os Catadores de Conchas / Portugal: Os Apanhadores de Conchas, 1988)
- September (Setembro, 1990)
- Flowers in the Rain and Other Stories (Flores na Chuva e outros contos, 1991)
- The Blackberry Day (1991)
- Coming Home (O Regresso, 1995)
- Love Stories (Introdução, 1996)
- The World of Rosamunde Pilcher (1996)
- Christmas with Rosamunde Pilcher (1998)
- Victoria (1999)
- Winter Solstice (Solstício de Inverno, 2000)